# シング・イット・アゲイン・ロッド
『シング・イット・アゲイン・ロッド』(Sing It Again Rod)は、ロッド・スチュワートが1973年に発表した初のベスト・アルバム。

## 解説
過去4作のソロ・アルバムから選ばれた11曲と、1972年にロンドン交響楽団とイギリス室内合唱団が発表したアルバム『トミー』に客演して独唱した「ピンボールの魔術師」が収録された。オリジナルLPは、ウイスキーのグラスをモチーフとした変形ジャケットで発売された。
本作は、スチュワートにとって3作目の全英アルバムチャート1位獲得作品となった。本作リリースの少し後には、アルバム未収録曲「オー!ノー・ノット・マイ・ベイビー」が、シングルとして全英6位に達している。
日本で2009年に発売された再発CDは、オリジナル・ジャケットを再現した紙ジャケット仕様で、オリジナル・アルバム未収録の5曲がボーナス・トラックとして追加収録された。

## 収録曲
1. リーズン・トゥ・ビリーヴ - Reason to Believe (Tim Hardin) - 3:45
2. ユー・ウェア・イット・ウェル You Wear It Well (Rod Stewart, Martin Quittenton) - 4:11
3. マンドリン・ウィンド - Mandolin Wind (R. Stewart) - 5:28
4. カントリー・コンフォート - Country Comfort (Elton John, Bernie Taupin) - 4:42
5. マギー・メイ - Maggie May (R. Stewart, M. Quittenton) - 5:14
6. ハンドバッグと外出着 - Handbags and Gladrags (Michael D'Abo) - 3:53
7. ストリート・ファイティング・マン - Street Fighting Man (Mick Jagger, Keith Richard) - 5:02
8. トゥイスティン・ザ・ナイト・アウェイ - Twisting the Night Away (Sam Cooke) - 3:07
9. ロスト・パラガヨス - Lost Paraguayos (R. Stewart, Ronnie Wood) - 3:50
10. アイム・ルージング・ユー - (I Know) I'm Losing You (Norman Whitfield, Eddie Holland, Cornelius Grant) - 5:04
11. ピンボールの魔術師 - Pinball Wizard (Pete Townshend) - 3:09
12. ガソリン・アレイ - Gasoline Alley (R. Stewart, R. Wood) - 4:02

### 日本盤再発CD（2009年）ボーナス・トラック
1. オー!ノー・ノット・マイ・ベイビー - Oh! No Not My Baby (Carole King, Gerry Goffin) - 3:38
2. ジョディ - Jodie (R. Stewart, R. Wood, Ian McLagan) - 3:09
3. さよならを言うたびに - Every Time We Say Goodbye (Cole Porter) - 3:34
4. ソー・タイアード - So Tired (R. Stewart) - 3:41
5. ミスチュー - Missed You (R. Stewart) - 3:59